# Dragon 2
Dragon 2 je kosmická loď společnosti SpaceX, nástupce nákladní lodě Dragon. První let absolvovala v roce 2019. Existuje jak v nákladní variantě označované Cargo Dragon, tak i ve verzi pro dopravu lidí pod označením Crew Dragon. SpaceX loď používá především pro plnění smluv s NASA o dopravě astronautů a nákladu na Mezinárodní vesmírnou stanici, verze Crew Dragon ale zajišťuje také privátní lety pro soukromé investory. 

## Historie
Společnost SpaceX poskytuje nákladní lodí Cargo Dragon dopravní služby pro NASA podle smlouvy CRS-2 v rámci programu Commercial Resupply Services a navazuje tak na prvních 20 letů podle smlouvy CRS-1, které zajišťovala v letech 2012 – 2020 první verzí lodi Dragon. SpaceX nejprve v lednu 2016 získala 6 letů, z nichž první uskutečnila v prosinci 2020 a lednu 2021 pod označením SpaceX CRS-21. Další 3 lety NASA u SpaceX objednala koncem roku 2020, první z nich byla mise SpaceX CRS-27 od března do dubna 2023. A v březnu 2022 následovala objednávka dalších celkem 6 letů, kterou společnost začala plnit misí SpaceX CRS-30 v březnu a dubnu 2024. 
Pilotovaná loď Crew Dragon byla vyvinuta v rámci programu NASA CCDev, (Commercial Crew Development) ve kterém získala zakázku pro pilotované lety k Mezinárodní vesmírné stanici (ISS) i loď Boeing Starliner. Crew Dragon tak byla primárně určena pro dopravu astronautů na ISS, k níž měla podle kontraktu z roku 2014 vykonat 2 až 6 pilotovaných letů. NASA koncem roku 2021 objednala další 3 lety Crew Dragonu na ISS. V červnu 2022 oznámila, že uvažuje o objednávce dalších pěti letů a o tři měsíce později ji také potvrdila s tím, že mise SpaceX Crew-10 až SpaceX Crew-14 pokryjí její potřeby až do roku 2030, tedy do konce doby předpokládané životnosti ISS. To ovšem platí pouze v případě, že svých alespoň 6 letů zajistí lodi Starliner; jejich prozatím poslední testovací let však nedopadl podle všeobecných představ jak společnosti, tak NASA, a tak je provedení těchto 6 přidělených letů .
Verze Crew Dragon je nezávisle na smlouvách s NASA využívána k vesmírným programům nebo samostatným privátním letům vzešlým se spolupráce SpaceX se společností Axiom Space a dalšími privátními zákazníky. Takových letů se dosud uskutečnilo 7. Společnost má také podepsanou smlouvu na zajištění nejméně dvou letů s posádkou na připravovanou malou vesmírnou stanici Haven 1 společnosti Vast Space.

### 50. let kosmické lodi Dragon
SpaceX v dubnu 2025 v při úspěšném dokončení mise Fram2 upozornila, že šlo o padesátý úspěšný let obou verzí lodi Dragon. To zahrnuje:
- 21 misí nákladní lodi Dragon, z toho 2 zkušební a 19 řádných; jeden chybějící z 20 řádných letů, které si NASA u SpaceX objednala, CRS-7, skončil v červnu 2015 po 2 minutách explozí,
- 11 řádných misí nákladní lodi Dragon 2 ve variantě Cargo Dragon (Dragon 2) a
- 18 misí lodi Dragon 2 ve variantě Crew Dragon, z toho 1 testovací mise bez posádky a 1 s posádkou, 10 misí pro NASA k ISS, 3 mise pro Axiom Space k ISS a 3 jednotlivé privátní lety (Inspiration4, Polaris Dawn, Fram2).

## Design a varianty lodi

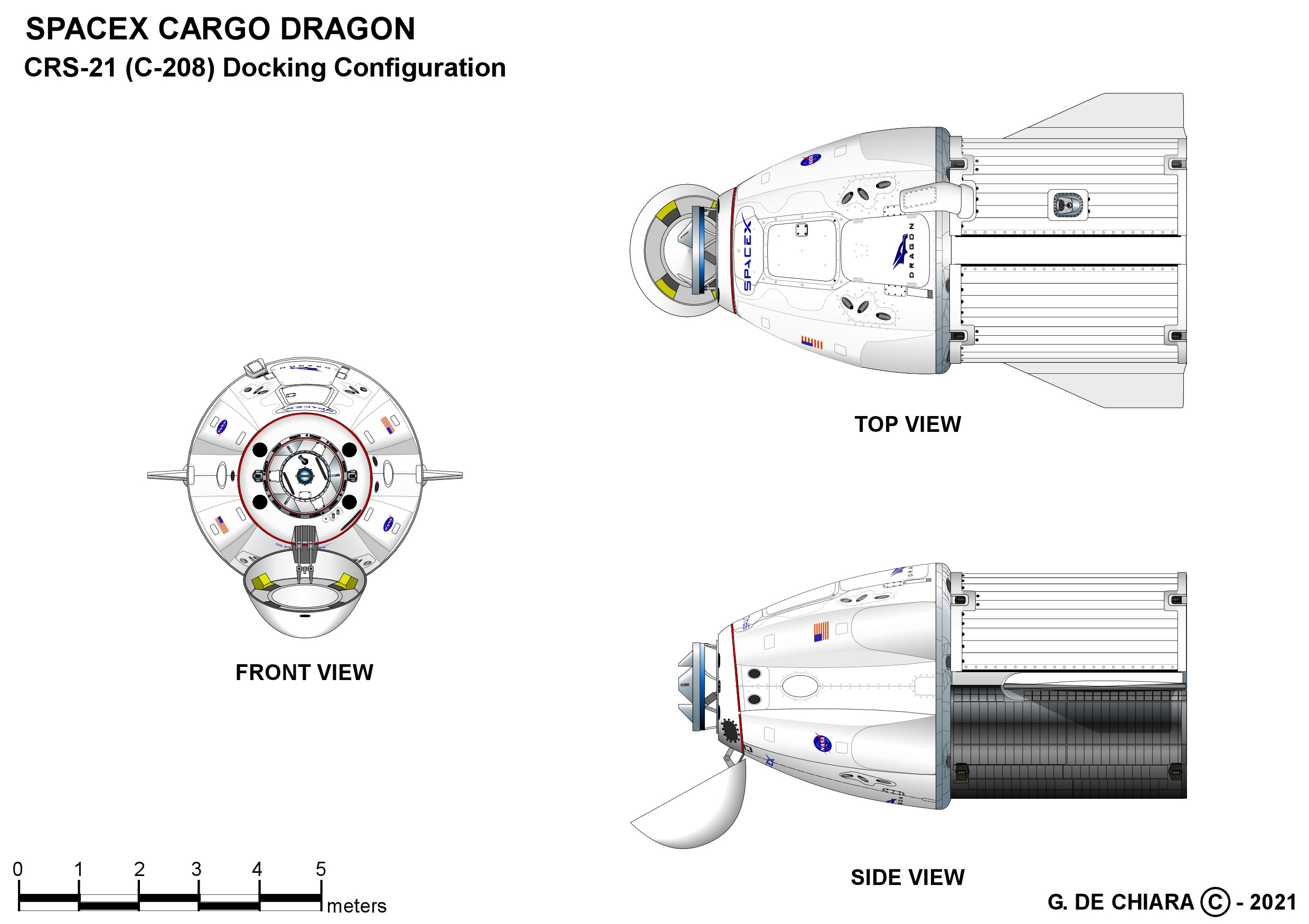
Cargo Dragon v konfiguraci pro připojení k ISS (s otevřeným krytem dokovacího zařízení).

Dragon 2 je částečně opakovaně použitelnou lodí, což přináší možnost výrazného snížení nákladů; původně se však uvažovalo i o možnosti jednorázových kabin.
Loď Dragon s nástavcem (tzv. trunk) ve startovní pozici měří na výšku 8,1 metru a v průměru má 4 metry. Celková nosnost lodi při startu je 6 000 kg, zpět na Zemi může dopravit až 3 000 kg nákladu a v nástavci, který loď před přistáním odhodí, až 800 kg odpadu z ISS. Její systémy vydrží jeden týden volného letu a po připojení k ISS až 210 dní (Crew Dragon). Pro Cargo Dragon SpaceX uvádí životnost 75 dní, NASA však využívá zhruba polovinu této doby a nákladní Dragony se na Zemi vracejí po zhruba 5 týdnech.
Oproti první verzi je loď je vybavena jiným stykovacím uzlem, a to na bázi NASA Docking System, který umožňuje automatické zadokování u orbitální stanice přes International Docking Adapter (IDA). Let je tak plně automatický i ve fázi přiblížení k ISS a spojení s ní, posádka tedy nemusí vykonávat žádné úkony, pokud to není nezbytné.
Lodi Dragon 2 počínaje první demonstrační misí Demo-1 v březnu 2019 startovaly z rampy LC-39A v Kennedyho vesmírném středisku. Mise CRS-30 v březnu 2024 byla prvním startem, při němž byl Dragon 2 vypuštěn z modernizovaného startovního komplexu SLC-40 Základny Vesmírných sil Cape Canaveral (CCSFS), tedy nedaleko rampy LC-39A.
Obě používané varianty – Crew i Cargo – přistávají nejčastěji do vod Mexického zálivu u pobřeží Floridy, od roku 2021 i u jejího atlantského pobřeží, ale jsou schopny přistání do vod Tichého oceánu u břehů Kalifornie. Přistání v oceánu se uskutečňuje pomocí čtyř hlavních padáků. Padákový systém byl zcela přepracován oproti systému použitému v předchozí verzi Dragon, a to kvůli potřebě rozvinout padáky při různých scénářích přerušení startu. Původně však měl Dragon 2 na rozdíl od jiných současných lodí motoricky přistávat za pomocí 8 motorů SuperDraco s tím, že by padáky disponoval pouze pro nouzové případy. Motory SuperDraco nahrazují klasickou věžičku pro rychlou záchranu posádky z rampy, nebo při poruše během letu. Při tomto způsobu přistání by nebyla potřebná žádná nákladná záchranná operace a pro posádku by byl pohodlnější. Podobnou výhodou disponovaly jen americké raketoplány programu Space Shuttle, které přistávaly na letištní dráze, stejně jako normální letadlo. O systému motorického přistání se uvažuje i u ruské kosmické lodi Federace. Nakonec ale loď přistává pomocí padáků a motory jsou použity k přistání pouze v případě nouze.
Nosičem Dragonu 2 je raketa Falcon 9 Block 5, která předtím vynášela zásobovací lodě Dragon.

### Cargo Dragon
Cargo Dragon je verze nahrazující první verzi lodi Dragon, která byla určena pouze pro dopravu nákladu. Druhá verze na rozdíl od první disponuje automatickým dokovacím systémem a nemusí tak být k ISS připojována pomocí robotické ruky Canadarm. Podle původních plánů měly lodi Dragon 2 přistávat motoricky, v červenci 2017 však vyšlo najevo, že společnost SpaceX od motorického přistávání upustila z důvodu složité certifikace. Dragon 2 je teoreticky i nadále schopný motorického přistání, ale jelikož nedisponuje přistávacími nohami, musel by přistávat do měkkého. Elon Musk ale možnost motorického přistávání úplně nevyloučil a řekl, že se k němu možná v budoucnu vrátí.
Kabina poskytuje 9,3 krychlového metru prostoru, v nástavci je možné uložit až 12,1 m3 nákladu, který nemusí být dopravován v hermetizované kabině, např. součásti určené k namontování na vnější povrch stanice. V prodlouženém nástavci může být dopravováno až 37 m3 nákladu. Cargo Dragon umí na ISS vynést až 3 307 kg nákladu, z toho 2 507 kg v kabině a 800 kg v nástavci. Nákladní loď v porovnání variantou pro lety s posádkou neobsahuje sedadla, ovládací prvky, systémy podpory života ani motory SuperDraco pro přerušení startu.
Na zpáteční cestě lodi Cargo Dragon dopravují na Zemi náklad, který nejčastěji tvoří výsledky vědeckých experimentů určené k vyhodnocení nebo dalšímu použití v pozemských podmínkách, nebo vybavení ISS určené k testování nebo opravě. 

První Cargo Dragon odstartoval 6. prosince 2020.

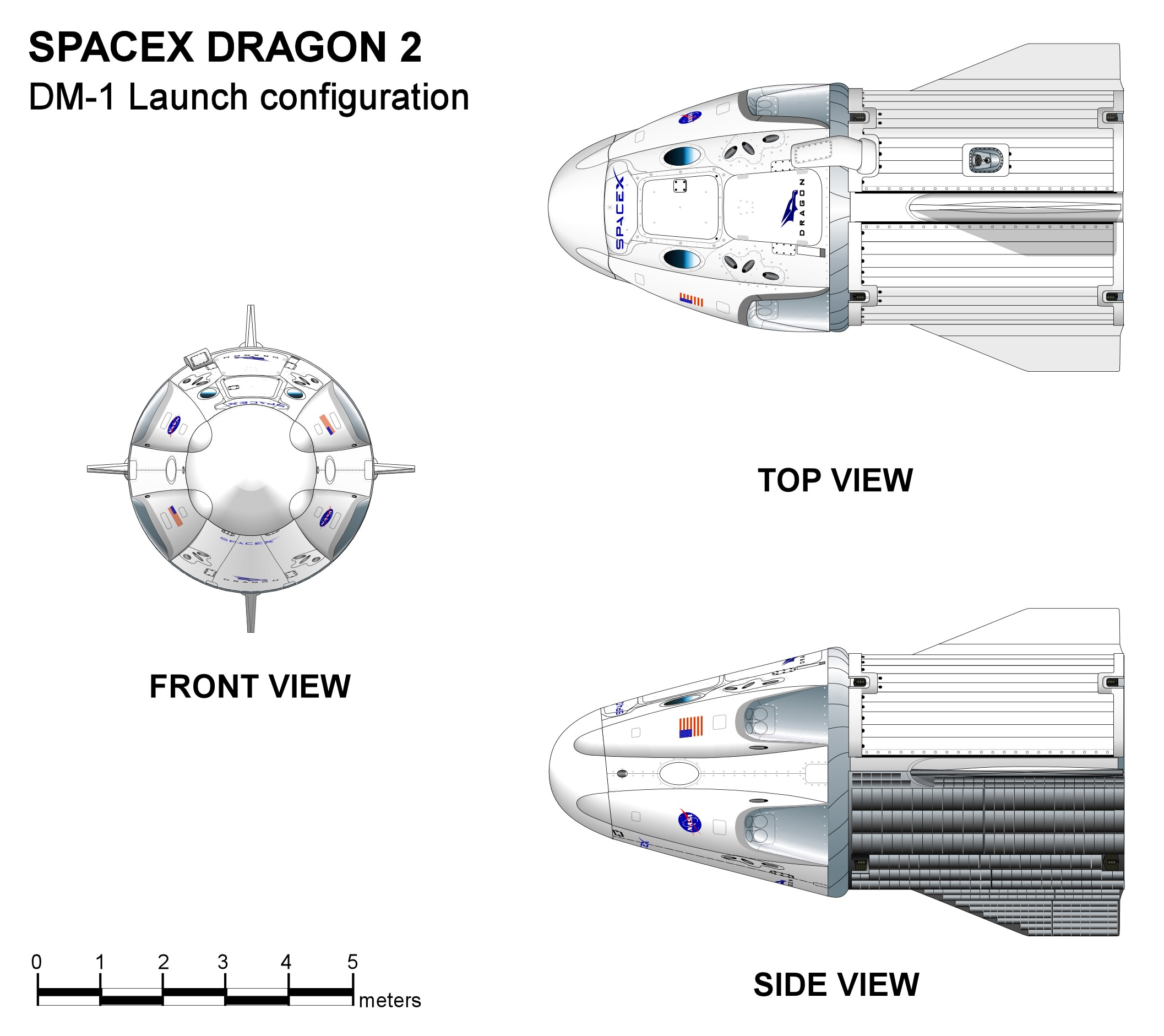
Dragon 2 ve startovní konfiguraci (se zavřeným krytem dokovacího zařízení).

### Crew Dragon
Verze Crew Dragon (původně označovaná jako DragonRider) je určena pro let až sedmičlenné posádky, k ISS kvůli omezené kapacitě americké sekce však létá posádka pouze čtyřčlenná a menší množství zásob. Proti sedadlům astronautů se nachází ovládací panel se třemi obrazovkami, toaleta (se závěsem pro ochranu soukromí) a průlez s dokovacím mechanismem. Dne 8. března 2019 se modul Crew Dragon (číslo C201) úspěšně vrátil na Zemi po několikadenní zkušební misi DM-1, kdy byl připojený k Mezinárodní vesmírné stanici. Modul přistál v Atlantském oceánu za pomocí padáků. Stejný modul měl být použit pro letový test záchranného systému (In-Flight Abort Test) v průběhu července 2019. Při maximálním dynamickém namáhání po startu rakety Falcon 9 se měla demonstrovat schopnost lodi Crew Dragon oddělit se pomocí motorů SuperDraco od nosné rakety a bezpečně přistát. Dne 20. dubna 2019 při statickém testu motorů SuperDraco na lodi Crew Dragon C201 došlo k nehodě, kdy byla loď při explozi zničena. Havárie způsobila odklad pilotovaného letu k Mezinárodní vesmírné stanici.
Dne 19. ledna 2020 byla s kabinou C205.1 provedena zkouška záchranného systému za letu. Raketa s připojenou lodí Crew Dragon odstartovala z floridské rampy LC-39A a po 85 sekundách letu (ve fázi maximálního aerodynamického namáhání), pomocí osmi motorů SuperDraco, se modul oddělil od nosné rakety a pomocí padáků přistál v oceánu.
První pilotovaný start Crew Dragonu se uskutečnil 30. května 2020. Testovací let DM-2 vedl k ISS, kde dva astronauti působili až do srpna. Loď úspěšně přistála 2. srpna 2020. Start prvního operačního letu Crew-1 proběhl 16. listopadu 2020.
V plánu bylo použití této verze v kombinaci s raketou Falcon Heavy pro pilotovaný oblet Měsíce na konci roku 2018.

### Nedokončené varianty

#### Red Dragon
Red Dragon měla být nepilotovaná nákladní verze určená pro dopravu až 1 000 kg vědeckých přístrojů nebo zásob  k Marsu. Startovala by na raketách Falcon Heavy. První let byl plánován na rok 2018, ale došlo k odkladu na rok 2020 s tím, že by mohly v tomto roce odstartovat hned dva Red Dragony. Podle vyjádření Elona Muska z července 2017 ale společnost přehodnotila způsob přistávání, kdy je vespod lodi tepelný štít a na boku motory. Tento návrh už se nezdál být vyhovující a plánované lety Red Dragonu v roce 2020 byly zrušeny. Lety na Mars by místo toho měla realizovat loď Starship.

#### DragonLab
DragonLab měla být nepilotovaná verze lodi určená k samostatným letům na oběžné dráze Země za účelem provádění různorodých experimentů. Její vývoj byl ale zastaven.

## Seznam lodí
Seznam jednotlivých vyrobených kusů lodi Dragon 2:
| Sériové číslo | Jméno      | Typ          | Status          | Počet letů | Celková doba letu                                  | Mise                                        | Poznámky                                                                     | Galerie                                                 |
| ------------- | ---------- | ------------ | --------------- | ---------- | -------------------------------------------------- | ------------------------------------------- | ---------------------------------------------------------------------------- | ------------------------------------------------------- |
| C201          | DragonFly  | prototyp     | Vyřazena        | 1          | 1 minuta                                           | —                                           | prototyp určený pro testy, včetně Pad Abort Testu                            | Kategorie „Crew Dragon DragonFly“ na Wikimedia Commons  |
| C202          | —          | prototyp     | Vyřazena        | 0          | —                                                  | —                                           | zkušební kus určený pro strukturální testy                                   |                                                         |
| C203          | —          | prototyp     | Testování       | 0          | —                                                  | —                                           | prototyp určený k testování systémů podpory života                           |                                                         |
| C204          | —          | Crew Dragon  | Zničena         | 1          | 6 dní, 5 hodin a 56 minut                          | Demo-1                                      | první Dragon 2 ve vesmíru, zničena při nehodě během následné pozemní zkoušky | Kategorie „Crew Dragon C204“ na Wikimedia Commons       |
| C205          | —          | Crew Dragon  | Vyřazena        | 1          | 8 minut                                            | —                                           | využita pro test úniku Dragonu za letu                                       | Kategorie „Crew Dragon C205“ na Wikimedia Commons       |
| C206          | Endeavour  | Crew Dragon  | Připojena k ISS | 6          | 701 dní, 20 hodin a 16 minut + 6. let dosud 18 dní | Demo-2 Crew-2 Axiom-1 Crew-6 Crew-8 Crew-11 |                                                                              | Kategorie „Crew Dragon Endeavour“ na Wikimedia Commons  |
| C207          | Resilience | Crew Dragon  | Ve službě       | 4          | 178 dní, 18 hodin a 17 minut                       | Crew-1 Inspiration4 Polaris Dawn Fram2      |                                                                              | Kategorie „Crew Dragon Resilience“ na Wikimedia Commons |
| C208          | —          | Cargo Dragon | Ve službě       | 5          | 175 dní, 13 hodin a 51 minut                       | CRS-21 CRS-23 CRS-25 CRS-28 CRS-31          | první Cargo Dragon                                                           | Kategorie „Cargo Dragon C208“ na Wikimedia Commons      |
| C209          | —          | Cargo Dragon | Ve službě       | 5          | 323 dní, 16 hodin a 4 minuty                       | CRS-22 CRS-24 CRS-27 CRS-30 CRS-32          |                                                                              | Kategorie „Cargo Dragon C209“ na Wikimedia Commons      |
| C210          | Endurance  | Crew Dragon  | Ve službě       | 4          | 532 dní, 14 hodin a 59 minut                       | Crew-3 Crew-5 Crew-7 Crew-10                |                                                                              | Kategorie „Crew Dragon Endurance“ na Wikimedia Commons  |
| C211          | —          | Cargo Dragon | Ve službě       | 2          | 88 dní, 7 hodin a 4 minuty                         | CRS-26 CRS-29                               | příprava na misi CRS-33                                                      | Kategorie „Cargo Dragon C211“ na Wikimedia Commons      |
| C212          | Freedom    | Crew Dragon  | Ve službě       | 4          | 372 dní, 14 hodin a 51 minut                       | Crew-4 Axiom-2 Axiom-3 Crew-9               |                                                                              | Kategorie „Crew Dragon Freedom“ na Wikimedia Commons    |
| C213          | Grace      | Crew Dragon  | Ve službě       | 1          | 20 dní, 3 hodiny, 0 minut                          | Axiom-4                                     |                                                                              | Kategorie „Crew Dragon Grace“ na Wikimedia Commons      |

## Seznam misí
| Datum startu lodi          | Let                                  | Loď                 | Stav mise      | Hmotnost nákladu | Čas strávený na ISS          | Trvání mise                  | Poznámky |
| Testovací lety             | Testovací lety                       | Testovací lety      | Testovací lety | Testovací lety   | Testovací lety               | Testovací lety               | Testovací lety |
| -------------------------- | ------------------------------------ | ------------------- | -------------- | ---------------- | ---------------------------- | ---------------------------- | --- |
| 6. května 2015             | Pad Abort Test                       | C201 DragonFly      | Úspěšná        | —                | —                            | 99 sekund                    | test úniku lodě ze startovací rampy |
| 2. března 2019             | Crew Dragon Demo 1                   | C204                | Úspěšná        | 180 kg           | 4 dny 20 hodin a 41 minut    | 6 dní, 5 hodin a 56 minut    | zkušební bezpilotní let na ISS |
| 19. ledna 2020             | test záchranného systému Crew Dragon | C205                | Úspěšná        | —                | —                            | 8 minut a 54 sekund          | suborbitální zkušební let |
| 30. května 2020            | Crew Dragon Demo 2                   | C206 Endeavour (1)  | Úspěšná        | —                | 62 dní, 9 hodin a 8 minut    | 63 dní, 23 hodin a 25 minut  | zkušební pilotovaný let na ISS |
| Crew Dragon                |                                      |                     |                |                  |                              |                              | |
| 16. listopadu 2020         | Crew-1                               | C207 Resilience (1) | Úspěšná        |                  | 164 dní, 19 hodin a 56 minut | 167 dní, 6 hodin a 29 minut  | první pilotovaný let na ISS pro NASA v rámci Commercial Crew Program                                                                               |
| 23. dubna 2021             | Crew-2                               | C206 Endeavour (2)  | Úspěšná        |                  | 198 dní a 9 hodin            | 199 dní, 17 hodin a 44 minut | první let astronauta ESA na komerční kosmické lodi                                                                                                 |
| 16. září 2021              | Inspiration4                         | C207 Resilience (2) | Úspěšná        |                  | —                            | 2 dny, 23 hodin a 4 minuty   | první soukromý let bez účasti profesionálního astronauta, financován americkým podnikatelem Jaredem Isaacmanem                                     |
| 11. listopadu 2021         | Crew-3                               | C210 Endurance (1)  | Úspěšná        |                  | 174 dní, 5 hodin a 48 minut  | 176 dní, 2 hodiny a 39 minut | |
| 8. dubna 2022              | Axiom Mission 1                      | C206 Endeavour (3)  | Úspěšná        |                  | 15 dní, 12 hodin a 41 minut  | 17 dní, 1 hodina a 49 minut  | první let vesmírných turistů společnosti Axiom Space na ISS                                                                                        |
| 27. dubna 2022             | Crew-4                               | C212 Freedom (1)    | Úspěšná        |                  | 169 dní, 16 hodin a 28 minut | 170 dní, 13 hodin a 2 minuty | |
| 5. října 2022              | Crew-5                               | C210 Endurance (2)  | Úspěšná        |                  | 155 dní, 10 hodin a 19 minut | 157 dní, 10 hodin a 1 minuta | první let ruského kosmonauta na Crew Dragon |
| 2. března 2023             | Crew-6                               | C206 Endeavour (4)  | Úspěšná        |                  | 184 dní, 3 hodiny a 56 minut | 185 dní, 22 hodin a 43 minut | první let astronauta ze SAE na Crew Dragon |
| 21. května 2023            | Axiom Mission 2                      | C212 Freedom (2)    | Úspěšná        |                  | 8 dní, 1 hodina a 53 minut   | 9 dní, 5 hodin a 27 minut    | desátá mise lodi Crew Dragon; druhý let vesmírných turistů společnosti Axiom Space na ISS                                                          |
| 26. srpna 2023             | Crew-7                               | C210 Endurance (3)  | Úspěšná        |                  | 197 dní, 2 hodiny a 4 minuty | 199 dní, 2 hodiny a 20 minut | první ze 3 dodatečně objednaných letů na ISS pro NASA                                                                                              |
| 18. ledna 2024             | Axiom Mission 3                      | C212 Freedom (3)    | Úspěšná        |                  | 18 dní, 3 hodiny a 38 minut  | 21 dní, 15 hodin a 41 minut  | let komerčních astronautů společnosti Axiom Space na ISS                                                                                           |
| 4. března 2024.            | Crew-8                               | C206 Endeavour (5)  | Úspěšná        |                  | 232 dní, 12 hodin a 48 minut | 235 dní, 3 hodiny a 35 minut | |
| 10. září 2024              | Polaris Dawn                         | C207 Resilience (3) | Úspěšná        |                  | —                            | 4 dny, 22 hodin a 13 minut   | první let v rámci programu Polaris, za kterým stojí Jared Isaacman, součástí mise byl první komerční výstup do volného prostoru                    |
| 28. září 2024              | Crew-9                               | C212 Freedom (4)    | Úspěšná        |                  | 169 dní, 7 hodin a 35 minut  | 171 dní, 4 hodiny a 40 minut | |
| 14. března 2025            | Crew-10                              | C210 Endurance (4)  | Úspěšná        |                  | 145 dní, 18 hodin, 11 minut  | 147 dní, 16 hodin, 29 minut  | první z druhé skupiny dodatečně objednaných letů na ISS pro NASA                                                                                   |
| 1. dubna 2025              | Fram2                                | C207 Resilience (4) | Úspěšná        |                  | —                            | 3 dny, 14 hodin a 33 minut   | soukromá mise, první posádka v historii vyslaná na polární dráhu kolem Země                                                                        |
| 25. června 2025            | Axiom-4                              | C213 Grace (1)      | Úspěšná        |                  | 18 dní, 0 hodin, 44 minut    | 20 dní, 3 hodiny, 0 minut    | let komerčních astronautů společnosti Axiom Space na ISS                                                                                           |
| 1. srpna 2025              | Crew-11                              | C206 Endeavour (6)  | Let pokračuje  |                  | 6 měsíců (plán)              | dosud 18 dní                 | |
| počátek roku 2026          | Crew-12                              | ?                   | Plánovaná      |                  | 6 měsíců (plán)              |                              | |
| srpen 2026 (nejdříve)      | Vast-1                               | ?                   | Plánovaná      |                  | —                            | až 30 dní (plán)             | soukromý kosmický let na vesmírnou stanici Haven-1                                                                                                 |
| ?                          | Polaris - Mission II                 | ?                   | Plánovaná      |                  | —                            |                              | druhý let v rámci programu Polaris, za kterým stojí Jared Isaacman                                                                                 |
| ?                          | Crew-13                              | ?                   | Plánovaná      |                  | 6 měsíců (plán)              |                              | |
| ?                          | Crew-14                              | ?                   | Plánovaná      |                  | 6 měsíců (plán)              |                              | pátý z druhé skupiny dodatečně objednaných letů na ISS pro NASA                                                                                    |
| Cargo Dragon               |                                      |                     |                |                  |                              |                              | |
| 6. prosince 2020           | CRS-21                               | C208                | Úspěšná        | 2972 kg          | 35 dní, 19 hodin a 25 minut  | 38 dní, 9 hodin a 9 minut    | první let Cargo Dragonu pro NASA v rámci 2. etapy programu Commercial Resupply Services (CRS-2); na ISS přivezl komerční přechodovou komoru Bishop |
| 3. června 2021             | CRS-22                               | C209                | Úspěšná        | 3328 kg          | 33 dní, 5 hodin a 36 minut   | 37 dní, 10 hodin a 0 minut   | v trunku doručil 1. část nových solárních panelů pro ISS (iROSA 1 a iROSA 2)                                                                       |
| 29. srpna 2021             | CRS-23                               | C208 (2)            | Úspěšná        | 2207 kg          | 30 dní, 22 hodin a 42 minut  | 32 dní, 19 hodin a 42 minut  | |
| 21. prosince 2021          | CRS-24                               | C209 (2)            | Úspěšná        | 2989 kg          | 32 dní, 6 hodin a 59 minut   | 34 dní, 10 hodin a 58 minut  | |
| 15. července 2022          | CRS-25                               | C208 (3)            | Úspěšná        | 2668 kg          | 33 dní, 23 hodin a 44 minut  | 36 dní, 18 hodin a 9 minut   | |
| 26. listopadu 2022         | CRS-26                               | C211                | Úspěšná        | 3528 kg          | 43 dní, 9 hodin a 26 minut   | 45 dní, 14 hodin a 58 minut  | v trunku doručil 2. část nových solárních panelů pro ISS (iROSA 3 a iROSA 4)                                                                       |
| 15. března 2023            | CRS-27                               | C209 (3)            | Úspěšná        | 2852 kg          | 30 dní, 3 hodiny a 34 minut  | 31 dní, 20 hodin a 28 minut  | první ze 3 misí dodatečně objednaných v roce 2020.                                                                                                 |
| 5. června 2023             | CRS-28                               | C208 (4)            | Úspěšná        | 2852 kg          | 23 dní, 6 hodin a 36 minut   | 24 dní, 22 hodin a 43 minut  | |
| 10. listopadu 2023         | CRS-29                               | C211 (2)            | Úspěšná        | 2950 kg          | 40 dní, 11 hodin a 58 minut  | 42 dní, 16 hodin a 5 minut   | |
| 21. března 2024            | CRS-30                               | C209 (4)            | Úspěšná        | 2841 kg          | 36 dní, 5 hodin a 51 minuta  | 39 dní, 8 hodin a 43 minuty  | první ze 6 misí dodatečně objednaných v roce 2022; první start Dragonu 2 z rampy SLC-40 kosmodromu CCSFS                                           |
| 5. listopadu 2024          | CRS-31                               | C208 (5)            | Úspěšná        | 2762 kg          | 41 dní, 1 hodina a 13 minut  | 42 dní, 16 hodin a 10 minut  | |
| 21. dubna 2025             | CRS-32                               | C209 (5)            | Úspěšná        | 3 021 kg         | 31 dní, 3 hodiny a 25 minut  | 33 dní, 21 hodin a 28 minut  | |
| 24. srpna 2025 (plánováno) | CRS-33                               | C211 (3)            | Plánovaná      | ?                | ~120 dní (plánováno)         | ~115 dní (plánováno)         | loď bude vybavena na provedení 4 nebo 5 zážehů pro zvýšení dráhy stanice, zůstane k ní proto připojena alespoň do prosince                         |
| 2026                       | CRS-34                               | ?                   | Plánovaná      | ?                | ?                            |                              | |
| 2026                       | CRS-35                               | ?                   | Plánovaná      | ?                | ?                            |                              | |

1. ↑  Pokud je kosmická loď znovupoužitá, je za číslem a jménem lodi v závorce uvedeno i číslo značící, po kolikáté byla použita.